# Ferdinand Nesselmann
Georg Heinrich Ferdinand Nesselmann  (* 24. Februar 1811 in Fürstenau im Kreis Elbing; † 7. Januar 1881 in Königsberg) war ein deutscher Orientalist und Mathematikhistoriker.

## Leben
Ferdinand Nesselmann war Sohn des Pfarrers George Ferdinand Nesselmann und seiner Ehefrau Eleonore Sophie Friederike Gericke. Er studierte 1831 bis 1837 Mathematik (bei Carl Gustav Jacobi und Friedrich Julius Richelot) und Orientalistik unter Peter van Bohlen in Königsberg, wo er 1837 promoviert wurde. Er war dort dann Privatdozent für Orientalistik, ab 1843 außerordentlicher und ab 1859 ordentlicher Professor für Arabistik und Sanskrit. Er gab unter anderem die Rechenkunst von Mohammed Beha-eddin ben Alhossain heraus (1842). 1842 erschien sein „Versuch einer kritischen Geschichte der Algebra“ in Berlin, von der nur der erste Band über griechische antike Algebra erschien, unter anderem mit einer Übersetzung des Rinderproblems des Archimedes. Nesselmann unterschied in der Geschichte der Algebra eine Rhetorische Phase, die die Zeit vor Diophant von Alexandrien umfasst und alles in Worten ausdrückte, eine Synkopistische Phase, die mit Diophant begann und teilweise Symbole etwa für Unbekannte und Potenzen benutzte, und die moderne Algebra einer Symbolischen Phase, die mit François Viète und Descartes begann.
Mitte der 1840er Jahre verlagerte sich Nesselmanns Forschungsinteresse auf sprachwissenschaftliche und sprachhistorische Studien zum baltischen Sprachraum. So veröffentlichte er zur „Sprache der alten Preußen“ (1845), er gab ein „Wörterbuch der littauischen Sprache“ heraus (1850) und veröffentlichte „Littauische Volkslieder“ (1853), schließlich 1873 den „Thesaurus linguae Prussicae“. Nesselmann führte 1845 „baltisch“ als Sammelbegriff für Altpreußisch, Litauisch und Lettisch in die Sprachwissenschaft ein. (→ Baltische Sprachen) Sein Interesse an der Verwandtschaft zwischen den indogermanischen Sprachen zeigte sich auch darin, dass er in seinem „Wörterbuch der littauischen Sprache“ die litauischen Wörter – wie in Wörterbüchern des Sanskrit üblich – nach ihren Wurzeln ordnete.
Nesselmann war Freimaurer und von 1845 bis zu seinem Tod im Jahr 1881 Mitglied der Königsberger Loge Zum Todtenkopf und Phoenix, der auch Peter von Bohlen zeitweise angehörte.
Roderich Nesselmann war sein Bruder.

## Schriften
- Versuch einer kritischen Geschichte der Algebra, G. Reimer, Berlin 1842
- Die Sprache der alten Preußen an ihren Überresten erläutert, Reimer, Berlin 1845
- Wörterbuch der littauischen Sprache, Gebrüder Bornträger, Königsberg 1851
- Littauische Volkslieder, gesammelt, kritisch bearbeitet und metrisch übersetzt, Dümmler, Berlin 1853
- Zur arabischen Numismatik. In: Zeitschrift der Deutschen Morgenländischen Gesellschaft, Band 11. 1857. S. 143–147 (Digitalisat).
- Kufische Münzen, in Ost-Preussen gefunden. In: Zeitschrift der Deutschen Morgenländischen Gesellschaft, Band 12. 1858. S. 693–695 (Digitalisat).
- Ein deutsch-preußisches Vocabularium aus dem Anfange des 15. Jahrhunderts. Nach einer Elbinger Handschrift herausgegeben. In: Altpreußische Monatsschrift Bd. 4, Heft 5, Königsberg 1868
- Thesaurus linguae prussicae. Der preussische Vocabelvorrath, soweit derselbe bis jetzt ermittelt worden ist, nebst Zugabe einer Sammlung urkundlich beglaubigter Localnamen, Dümmler, Berlin 1873 (Reprint 1969), Digitalisat in der Open Library
- Chr. A. Lobeck. Gedicht, vorgetragen am 29. November 1860 bei der Totenfeier für Christian August Lobeck. In: Neue Preußische Provinzial-Blätter. Band 6, Königsberg 1860, S. 251–252.